# Kostel svatého Štěpána (Hrušovany nad Jevišovkou)
Kostel svatého Štěpána v Hrušovanech nad Jevišovkou je římskokatolický barokní chrám vystavěný v roce 1758 na místě staršího kostela podle projektu blízkého tvorbě Josefa Emanuela Fischera z Erlachu na severovýchodě obce, na vyvýšenině zvané „kostelní vrch“, v blízkosti zámku. Kostel byl posvěcen na svátek svatého Vavřince 10. srpna 1758. Je postaven z pálených cihel, má dva vchody, jednolodní interiér je 32 m dlouhý, 10 m široký a přibližně 11 m vysoký, loď kostela je zakončena jednoduchou klenbou. Je chráněn jako kulturní památka České republiky.

## Interiér
Interiér kostela byl v roce 1886 na náklady panství renovován vídeňským malířem. Na hlavním oltáři je obraz, který znázorňuje Umučení sv. Štěpána z roku 1787 od brněnského malíře Ignáce Weidlicha. V kostele se dále nachází dva postranní oltáře sv. Anny (strana evangelní) a sv. Jana Nepomuckého (strana epištolní) od sochaře Lengelachera. U presbytáře byly přistavěny dvě oratoře, nad sakristií panská oratoř a naproti oratoř pro panské úředníky. V lodi je ještě kazatelna, 14 velkých obrazů křížové cesty, socha sv. Antonína darovaná hraběnkou Emmou z Götzen v roce 1919 a socha sv. Josefa.
Na kůru jsou instalovány dvoumanuálové varhany, které jsou označeny erbem stavitele kostela hraběte Michaela Antona Althana. Varhany byly postaveny v roce 1786 znojemským varhanářem mistrem Josefem Silberbauerem poté, co staré varhany 5. září 1786 zničil blesk. V roce 1885 byly renovovány vídeňským varhanářem.

## Exteriér
Kostel má na západní straně 50 m vysokou věž s římsou, která byla zhotovena při rekonstrukci v roce 1894. V roce 1894 byly na věž nově zabudovány hodiny. V roce 1999 byly nákladem Městského úřadu obnoveny. Do roku 1917 se ve věži nacházely tři velké zvony, zvon k pozdvihování a jeden umíráček. V první světové válce byly všechny zvony až na ten největší odvezeny. V roce 1920 byl nově zhotoven jeden velký zvon a umíráček. Tyto zvony zde zůstaly až do druhé světové války, kdy byly „obětovány“. Čtyři z těchto zvonů pocházely z 15. století. Zvon na pozdvihovaní byl pořízen teprve později. V roce 1999 byl pořízen nový velký zvon sv. Štěpán, v následujícím roce jako dar bývalých obyvatel Hrušovan zvon sv. Klement Maria Hofbauer a darem místního faráře je zvon sv. Leopold. Jako umíráček se používá tzv. "Volyňák", který je zavěšen v lucerně věže.

## Hrobka rodu Althanů
V kostele je hrobka z roku 1758 majitele panství Michaela hraběte z Althanu. Skládá se ze dvou částí, z nichž jedna byla používána jako kostnice. Vlastní hrobka je velmi nepravidelně členěna, má mnoho výklenků. Je zakončena křížovou klenbou a propojena s kostnicí. Do roku 1784 zde byli pochováni dva z rodu Althanů. Ostatní členové rodiny byli pochováni na epištolní straně kostela v uzavřené místnosti a jejich místa posledního odpočinku jsou opatřena náhrobky. Jako poslední zde byla pochována v roce 1879 paní Anna Kammel, rozená hraběnka z Hardeggu. Její manžel je provizorně pochován od roku 1832 na místním hřbitově na Drnholecké ulici.